# Onhaye
Onhaye (en való Onhaye) és un municipi belga de la província de Namur a la regió valona. Comprèn les localitats d'Anthée, Falaën, Gerin, Serville, Sommière i Weillen. El 2022 tenia 3.267 habitants.